# Matteo Ricci

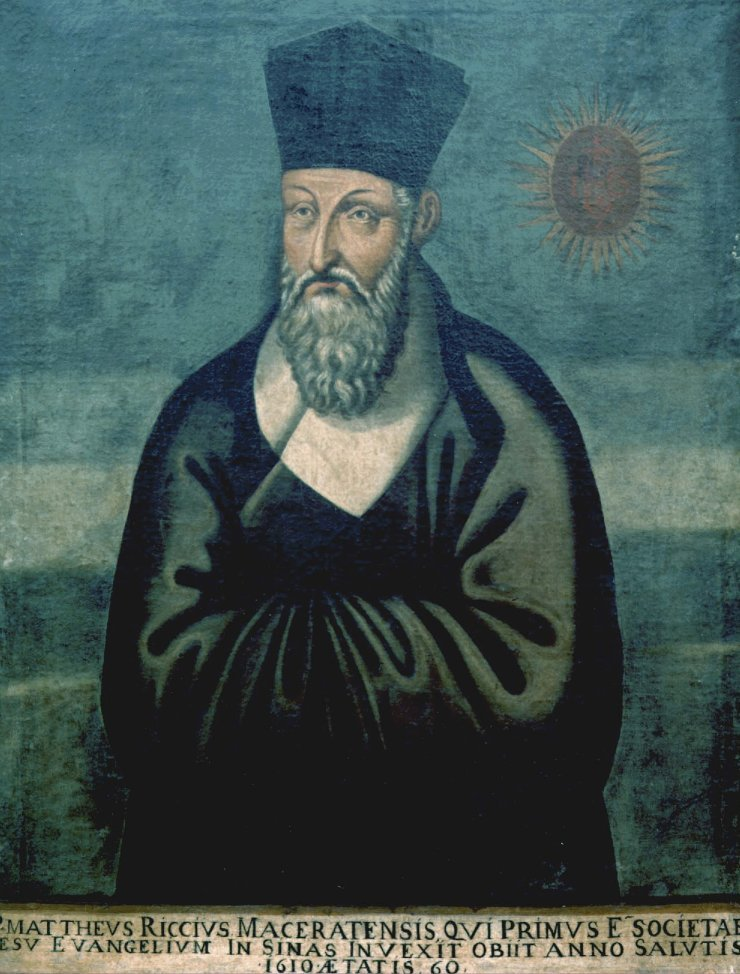
Matteo Ricci, Gemälde von Emmanuel Pereira (auch Yu Wen-hui) von 1610

Weltkarte der 10.000 Länder (japanische Kopie von 1604?)

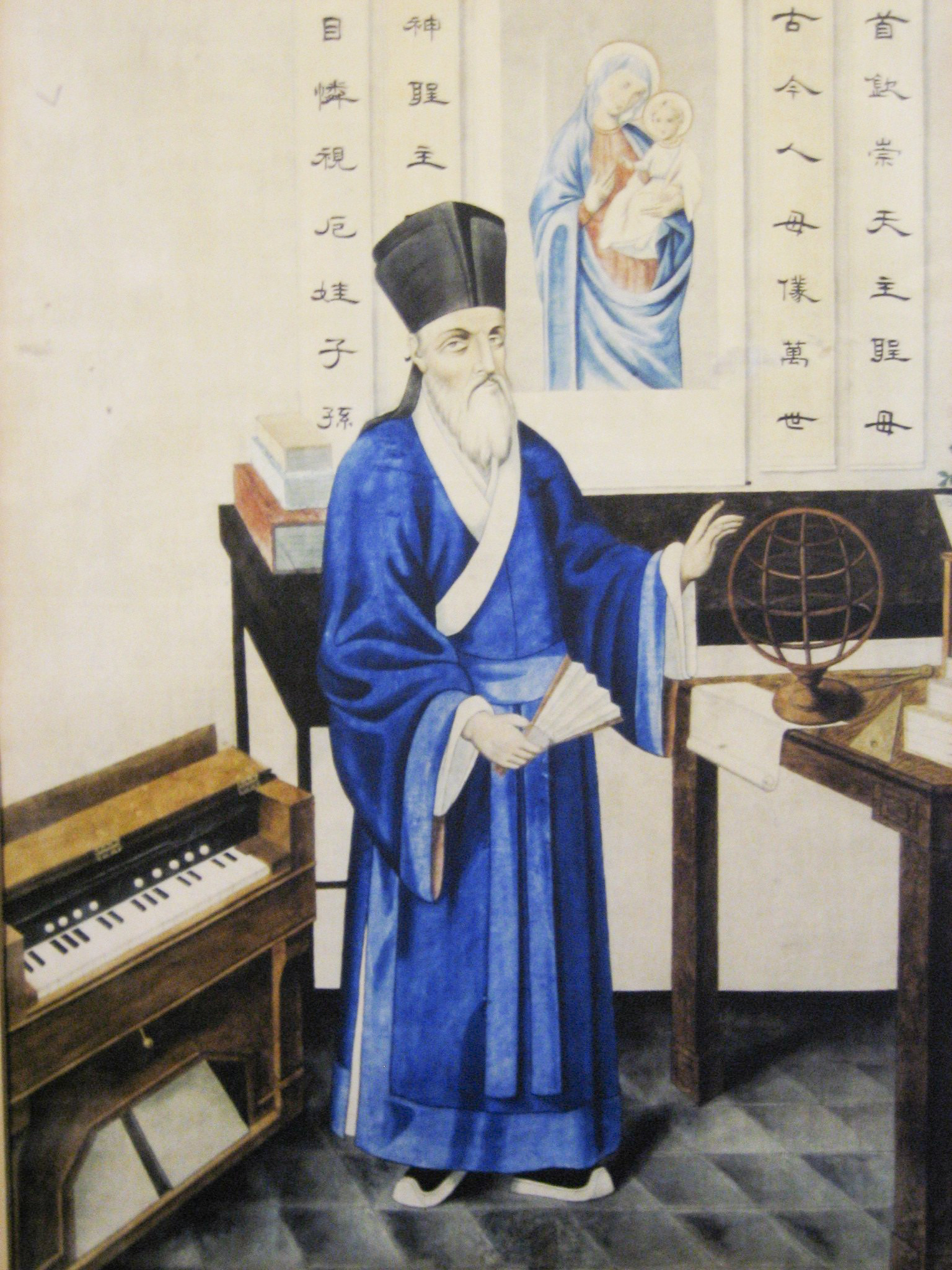
Ricci in traditioneller chinesischer Kleidung

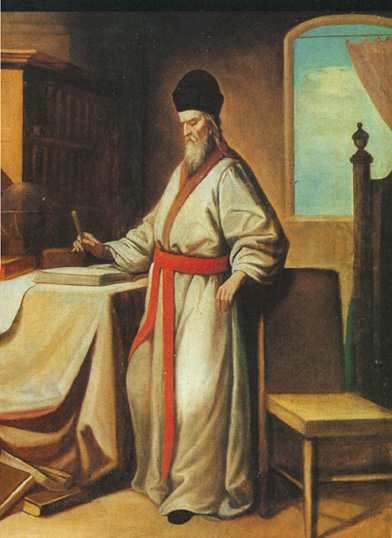
Spanische Miniatur des Matteo Ricci

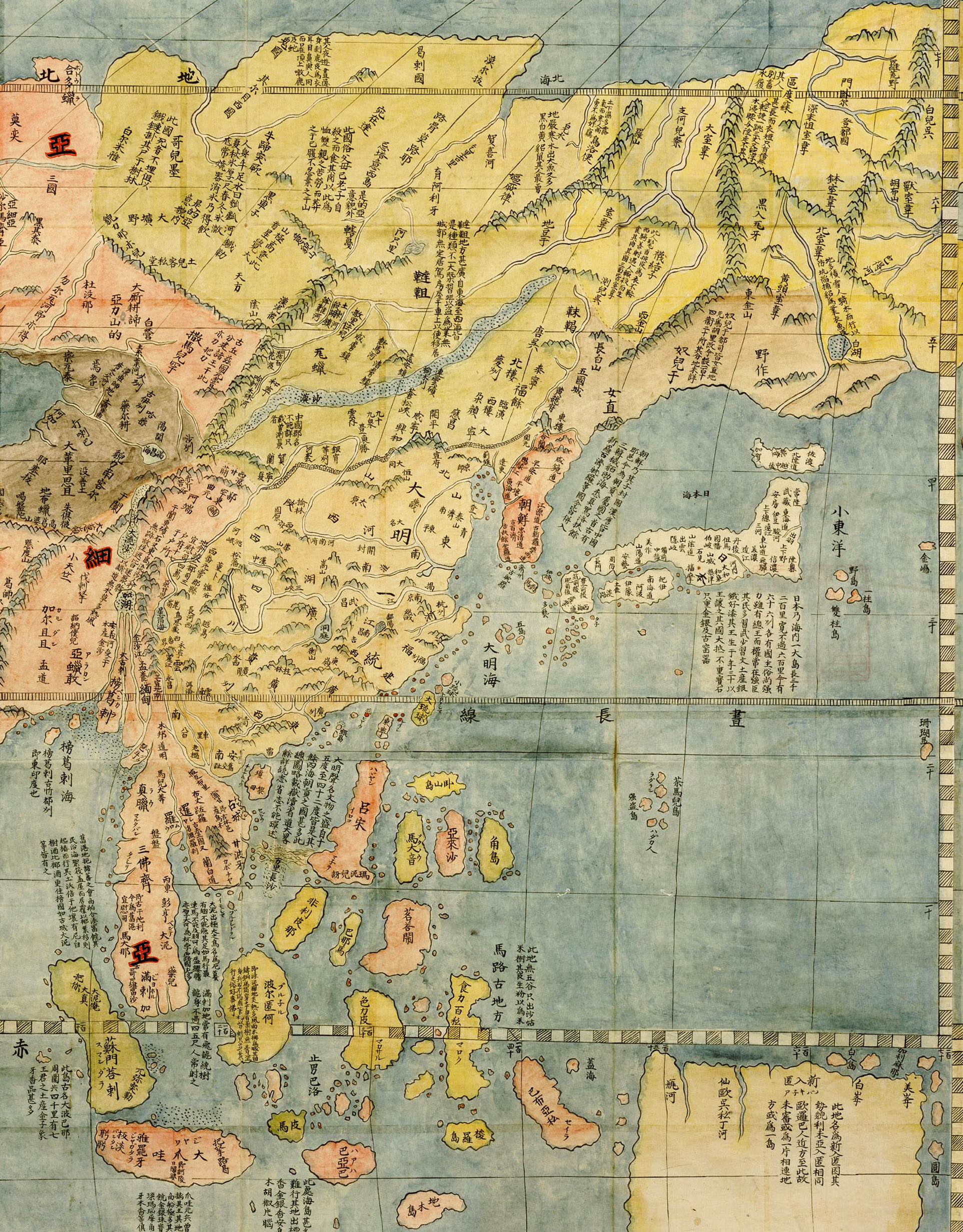
Karte des Fernen Ostens von Matteo Ricci, 1602

Karte des Matteo Ricci von 1600

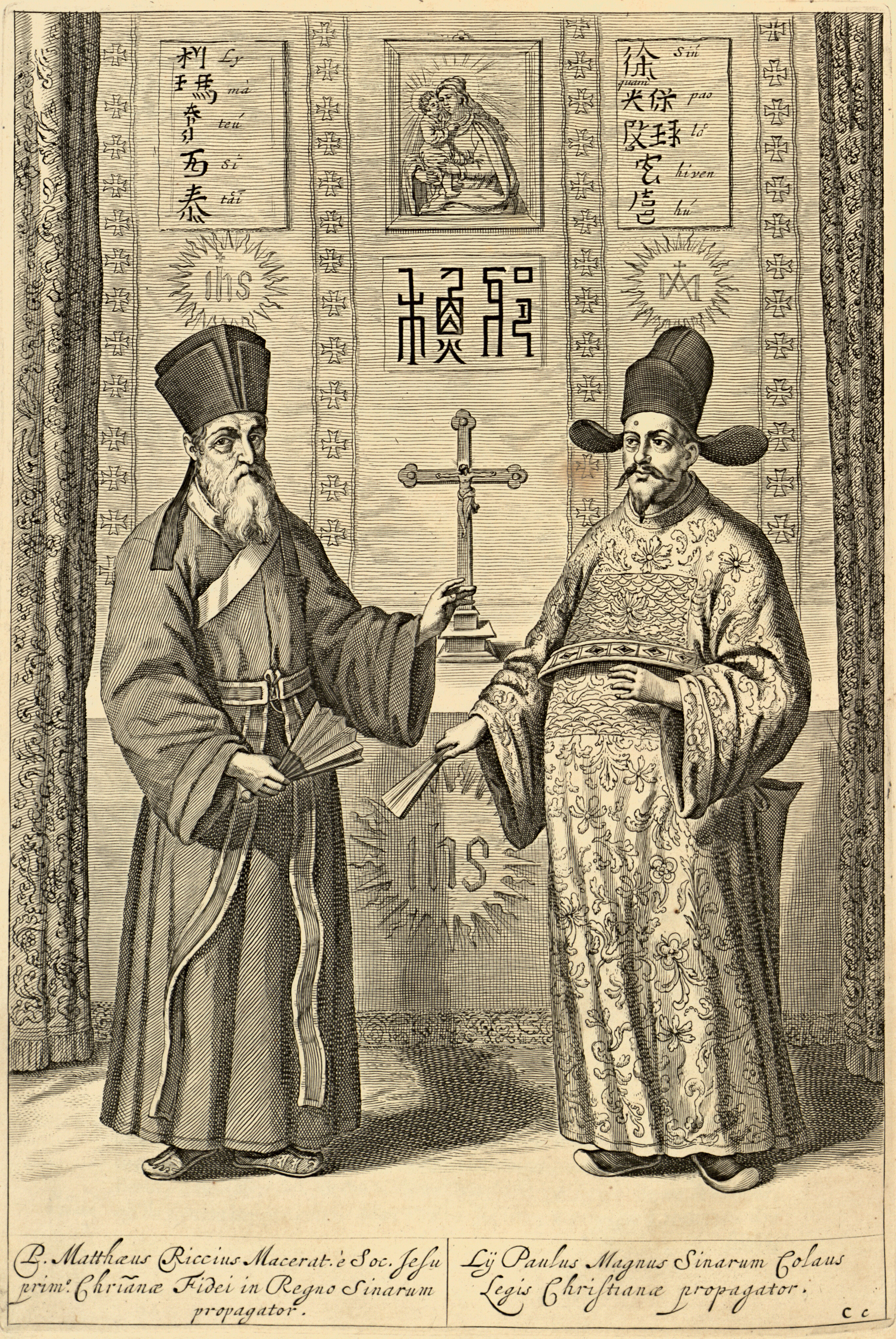
Ricci und einer seiner prominenten Konvertiten, Xu Guangqi (Kupferstich aus Athanasius Kirchers Buch China illustrata, 1667)

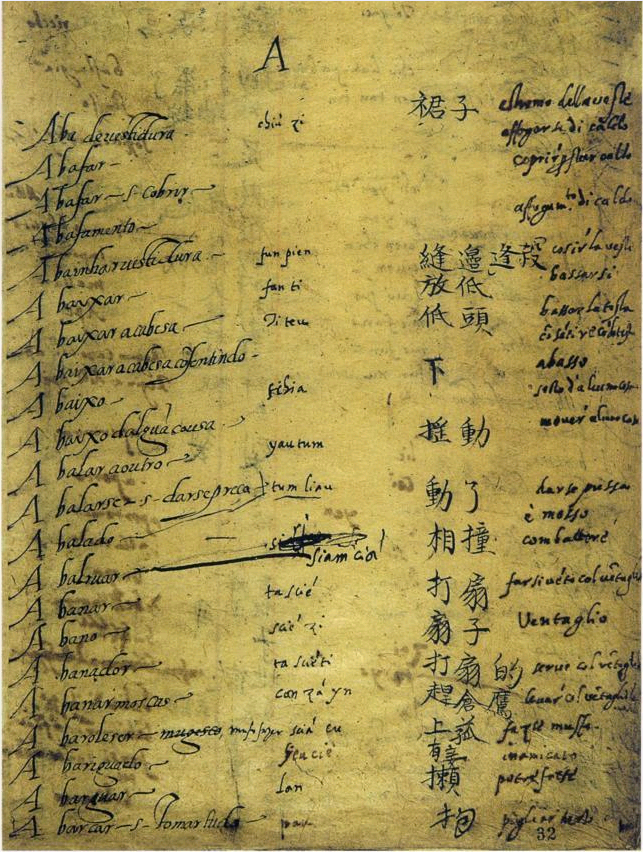
Eine Manuskriptseite des Portugiesisch-Chinesischen Wörterbuches, von Matteo Ricci und Miguel Ruggieri.

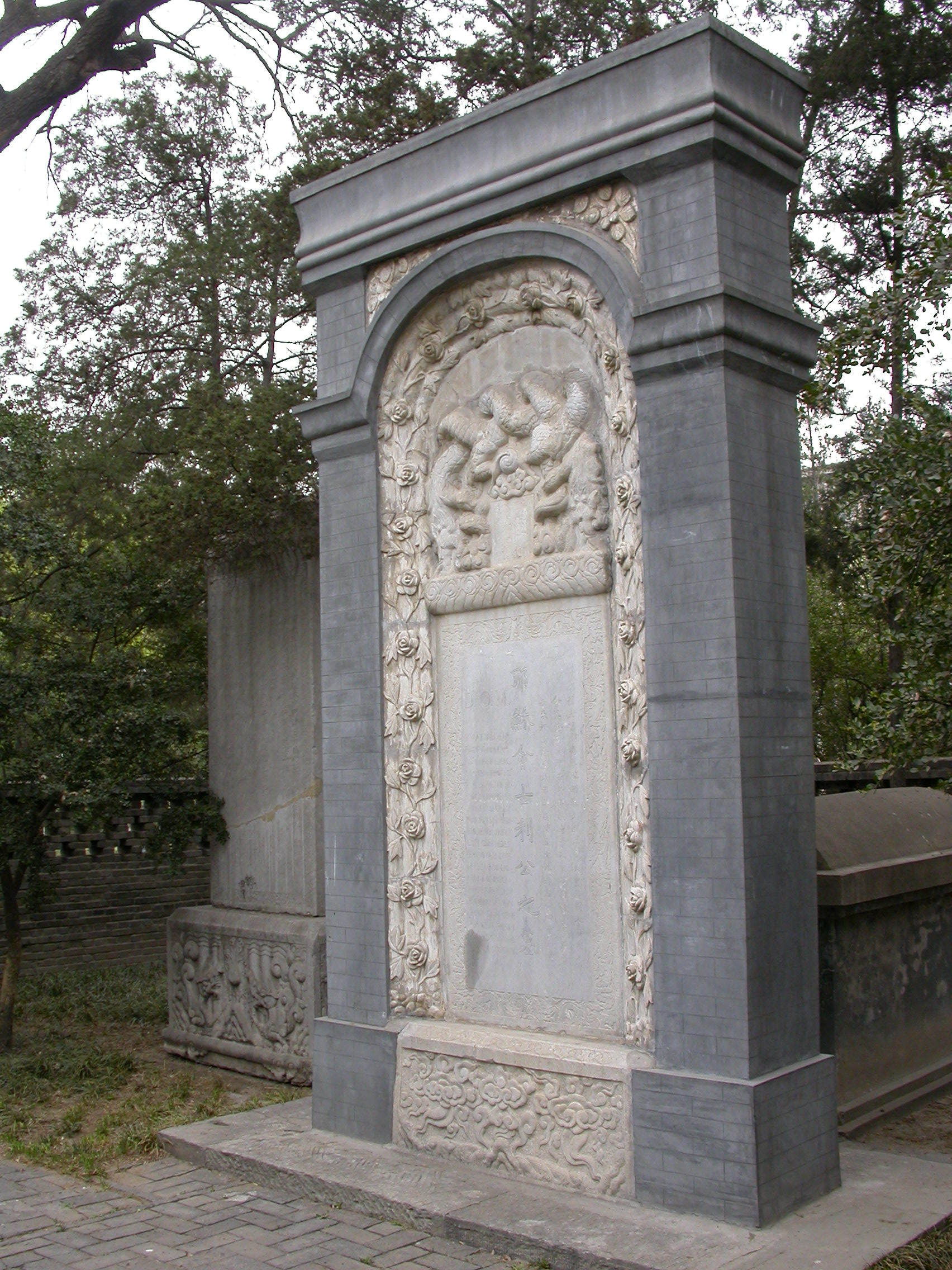
Riccis Grabmal auf dem Zhalan-Friedhof in Peking

Matteo Ricci (* 6. Oktober 1552 in Macerata, Kirchenstaat; † 11. Mai 1610 in Peking; chinesisch 利瑪竇 / 利玛窦, Pinyin Lì Mǎdòu) war ein italienischer Priester und Angehöriger des Jesuitenordens, dessen missionarische Tätigkeit in China während der Ming-Dynastie den Beginn der Verbreitung des Christentums in China einläutete. Er wird als einer der größten Missionare Chinas angesehen und gilt als Begründer der neuzeitlichen Chinamission.
Zum 400-Jahr-Gedenken seines Todestages gab es 2010 zahlreiche Publikationen sowie Symposien und Ausstellungen über sein Leben und Werk.

## Historisches Umfeld
Am Umbruch vom Mittelalter zur Neuzeit wussten Europäer und Chinesen noch kaum etwas voneinander. Ab 1405 rüsteten die Kaiser der Ming-Dynastie mehrere Expeditionen des obersten Hofeunuchen und Admirals Zheng He aus, der daraufhin mit 30 Schiffen in See stach, um die Küsten Südostasiens, Indiens, der Arabischen Halbinsel und Ostafrikas genauer zu erkunden. Als sich China aber in der zweiten Hälfte des 15. Jahrhunderts massiven Angriffen japanischer Seeräuber aus dem Osten und der Ankunft der wenig zimperlichen und – vor allem in Religionsfragen – kompromisslosen Portugiesen aus dem Westen ausgesetzt sah, agierten die Ming-Herrscher wieder zurückhaltender und versuchten stattdessen, das Land mehr und mehr vom Rest der Welt abzuschotten. Auch die Entdeckungen des Admirals gerieten bald wieder in Vergessenheit. Das Handelsmonopol der Portugiesen für den fernöstlichen Seehandel wurde im frühen 17. Jahrhundert von den Spaniern und den Holländern gebrochen, die nun ebenfalls in China landeten und hier ihre Handelsstützpunkte errichteten.
In Europa gab es ebenfalls nur wenige authentische Berichte über China, der von Marco Polo erschien zu märchenhaft, um tatsächlich wahr zu sein. Vorherrschende Meinung in den Gelehrtenstuben war, dass es am anderen Ende der Welt nur zwei große Länder gäbe, Cathay und China, die erstmals 1575 auf einer europäischen Karte auftauchten. Mit Hilfe ihrer präzisen Messinstrumente gelangten portugiesische Entdecker, die der von Heinrich dem Seefahrer vorgegebenen Maxime zur Erforschung neuer Überseerouten folgten, bald bis in asiatische Gewässer. Dort errichteten sie an den Küsten erste Niederlassungen, zunächst nur im chinesischen Macau, 30 Jahre später jedoch auch im japanischen Nagasaki.

## Leben
Den portugiesischen Seefahrern und Entdeckern folgten schon bald darauf wagemutige Geistliche, im Besonderen die Missionare der „Gesellschaft Jesu“ (Jesuiten), die 1540 von Ignatius von Loyola gegründet worden war. Als deren Mitglied wirkte auch Matteo Ricci. Nach seiner Jugendzeit in Macerata wurde er zunächst 1568 zur Ausbildung nach Rom geschickt und trat hierfür 1571 als Novize in den Jesuitenorden ein. Neben den allgemeinen Fächern studierte er Recht, Mathematik, Astronomie und Cosmographie. 1572–1577 arbeitete er im praktischen Teil seiner Ordensausbildung als Lehrer.
Im März 1578 schickte man den hochbegabten jungen Ricci zu weiteren Studien in die portugiesische Stadt Coimbra. Von dort reiste er nach Goa, den Verwaltungssitz für Portugiesisch-Indien, wo er am 13. September 1578 an Land ging und sich hauptsächlich als Missionar betätigen sollte. 1579–1582 lebte er in Goa und Cochin.
Von Goa aus gelangte Ricci später mit dem Schiff nach China, was damals wegen zahlreicher Piratenüberfälle und Wirbelstürme nicht ungefährlich war. Ricci wollte sich dort auf Dauer niederlassen, um das Christentum zu verbreiten, da die vorangegangenen Missionsversuche der Jesuiten gescheitert waren. In Macau, wo er am 7. August 1582 eintraf, machte er sich zuerst eingehend mit der chinesischen Sprache, ihrer Schrift und der Kultur der Chinesen vertraut.
1583 ließ er sich in Zhaoqing in der Provinz Guangdong gemeinsam mit seinem Mitbruder und Landsmann Michele Ruggieri, dem er als Assistent zugeteilt worden war, nieder. Beide verhielten sich bei ihrer Missionstätigkeit sehr klug und zurückhaltend, nahmen das lokale Brauchtum an, trugen das Gewand buddhistischer Mönche und wurden von den Chinesen auch als solche angesehen. Da er anscheinend diesen Sinisierungsprozess sehr rasch bewältigte, fand er bald zahlreiche einflussreiche Freunde im Reich der Mitte. Ein Ordensbruder charakterisierte ihn mit folgenden Worten:

„Matteo Ricci, Italiener, so ähnlich in allem den Chinesen, dass er einer von ihnen zu sein scheint in der Schönheit des Gesichtes und im Zartgefühl, und in der Sanftmut und der Milde, welche jene so schätzen.“

Von Zhaoqing aus begab sich Ricci weiter nach Shaozhou. Sein Ziel war es aber, bis in die Hauptstadt Peking zu gelangen, um dort als Botschafter des Papstes Kaiser Wanli aufzusuchen und ihn womöglich bei dieser Gelegenheit auch zum katholischen Glauben zu bekehren. Die politischen Zustände am Ende des 16. Jahrhunderts machten sein Vorhaben aber nicht leichter; 1592 besetzte Japan im Imjin-Krieg Korea, woraufhin China seine Armee in Marsch setzte. Jeder Fremde in China konnte nun der Spionage für Japan verdächtig sein; auch die Jesuiten waren davon nicht ausgenommen.
Nachdem Ricci 1595 in der alten Hauptstadt Nanjing eingetroffen war, musste er zunächst wieder umkehren, ehe er sich 1598 dort dauerhaft niederlassen konnte. 1601 gelangte er schließlich bis nach Peking und dort bald auch in die „Verbotene Stadt“, wo er als Botschafter der Europäer anerkannt und am kaiserlichen Hof empfangen wurde. Die Geschenke, die er mit sich führte, wurden als Tribut entgegengenommen, und Ricci durfte sich in der Hauptstadt niederlassen. Er hatte fast 19 Jahre gebraucht, um bis in das Herz des Reiches vorzustoßen. Bald folgten ihm weitere Jesuiten aus Europa nach. Es gibt Mutmaßungen, denen zufolge er mit seinen mathematischen, geographischen und astronomischen Fähigkeiten die chinesischen Wissenschaftler sogar noch übertraf. Daher wurde später auch der Kaiser Wanli auf ihn aufmerksam und zeigte sich von den westlichen Errungenschaften beeindruckt. Ricci sollte dennoch, trotz seiner großen Verdienste und seines tadellosen Rufes, den Kaiser nie persönlich kennenlernen.
Ricci wurde 1610 auf dem Friedhof der Jesuiten bestattet. Der Friedhof wurde während der Boxeraufstände verwüstet, die Gebeine aus den Gräbern verbrannt. Das Grabdenkmal Riccis blieb jedoch erhalten und befindet sich heute auf dem restaurierten und unter Denkmalschutz stehenden Zhalan-Friedhof in Peking.

## Forschungstätigkeit

### Schriftsteller und Mathematiker
In Zhaoqing nahmen Ricci und Ruggieri eine umfangreiche Übersetzungsarbeit in Angriff, ein portugiesisch-chinesisches Glossar; zum ersten Mal wurde das Chinesische in eine europäische Sprache übersetzt. Seit 1588 war Ricci alleiniger Leiter der katholischen Mission in China; es gelang ihm langandauernde und enge Freundschaften mit hochrangigen Gelehrten und Beamten aufzubauen, denen er seine umfangreichen Kenntnisse über die Lehre des Konfuzianismus zu verdanken hatte. Mit ihrer Unterstützung und Hilfe übersetzte er 1591 Euklids Elemente und Kommentare von Christophorus Clavius (1538–1612), der Riccis Mathematiklehrer war, ins Chinesische. Dies war die erste ausführliche schriftliche Darlegung der abendländischen Mathematik im Reich der Mitte. Dadurch gelangte er auch als Mathematiker zu großem Ansehen.
1594 verfasste Ricci sein missionarisches Hauptwerk, Tiānzhǔ Shíyì (天主實義), Die wahre Lehre vom Herrn des Himmels, das nicht nur auf die Missionsgeschichte, sondern auch auf den späteren geistigen Austausch zwischen Abendland und Ost-Asien einen entscheidenden Einfluss ausübte. Im Jahr 1595 erschien sein erfolgreichstes Buch, Jiāoyǒu lùn (交友論) Über die Freundschaft, das basierend auf Ciceros De amicitia vom Ideal der Freundschaft und Ethik handelt. Dieses Buch gilt Historikern als eines der meistgelesenen westlichen Bücher im China der späten Ming-Zeit.
Ab 1599 widmete er sich mathematischen, astronomischen und geographischen Aufgaben. 1601 entwickelte er in Peking die Theorie, dass Marco Polos Cathay mit China identisch sei. Diese konnte aber erst durch die Landreise des Jesuiten Benedikt Goës (1602–1607) bestätigt werden. Nach seinem Tod erhielten die Jesuiten und einige chinesische Konvertiten 1613 den Auftrag, den Kalender zu reformieren. Dies zeigt, dass die immer mehr stagnierende chinesische Wissenschaft auch auf dem Gebiet der Himmelskunde von den Europäern überholt wurde.
Sein umfangreicher Bericht über die China-Mission Della Entrata della Compagnia di Giesù e Christianità nella Cina, den er zwischen 1609 und 1610 in Peking auf Italienisch verfasste, wurde nach seinem Tod von seinem Ordensbruder Nicolas Trigault ins Lateinische übersetzt und 1615 in Augsburg mit dem Titel De Christiana Expeditione apud Sinas Suscepta ab Societate Jesu. Ex P. Matthaei Riccij eiusdem Societatis Commentarijs Libri V. ad S. D. N veröffentlicht. Er hatte großen Einfluss auf die europäische Sichtweise auf das Chinesische Reich.

## Kartographie
Aus den Erkenntnissen der Fahrten des Zheng He gelang es den Chinesen, Seekarten – wie z. B. eine von der indischen Küste – anzufertigen. Diese waren zwar sehr detailgetreu und schön ausgeführt, wiesen aber im Gegenzug keinerlei mathematische Angaben auf.
Anfang des 15. Jahrhunderts stellten sich die Chinesen die Welt auf ihren Karten noch folgendermaßen vor: Die Größe der Kontinente ist nur sehr ungenau angegeben, Europa und Afrika sind viel zu klein dargestellt, während China und Korea einen übermäßig großen Platz darauf einnehmen. Die chinesischen Karten listeten aber zahlreiche Städtenamen und wichtige topographische Angaben auf. Ihre europäischen Gegenstücke waren zwar nicht so genau, wiesen dafür aber Längen- und Breitengrade auf, anhand derer sich die Seefahrer wesentlich leichter orientieren konnten.
Neben seinen anderen wissenschaftlichen Arbeiten begann sich Ricci auch zunehmend auf dem Gebiet der Kartographie zu betätigen, da er die genauen Koordinaten Chinas bestimmen wollte. Er zog dafür zuerst chinesische Karten zu Rate und war von der Präzision und dem Sinn für Geografie der chinesischen Kartographen beeindruckt, die jedes Detail genau nachprüften, bevor sie es auf ihren Karten eintrugen. Darüber hinaus betätigte er sich auch als Landvermesser, um die Breiten- und Längengrade der Städte zu bestimmen, die er auf seinen Reisen besuchte. Ricci führte später in Peking seine Arbeiten zur Bestimmung der Koordinaten des Reiches der Mitte weiter fort. So bestimmte er seine Lage im Verhältnis zum Äquator: Zwischen 19 und 42 Grad nördlicher Breite sowie zwischen 112 und 131 Grad östlicher Länge. Er fertigte auch von Nanjing einen Stadtplan an und zeichnete eine runde Weltkarte, eine Art Prototyp, an denen sich alle seine künftigen Arbeiten orientierten sollten.

### Weltkarte
Bereits zu Beginn seiner Missionszeit fand er große Anerkennung bei den Chinesen, da er die erste Weltkarte herausbrachte, auf der China, gemäß ihren Vorstellungen, genau in der Mitte der bekannten Welt dargestellt wird. Sie war bislang auch die erste der in China hergestellten Karten, auf der der amerikanische Kontinent abgebildet ist. Da sie die neuesten europäischen Erkenntnisse und traditionelles chinesisches Wissen in sich vereinte, war sie auch in dieser Hinsicht ein Novum. Riccis Karte vermittelte den Chinesen so erstmals eine umfassende Ansicht der damals bekannten Welt. Sie veränderte sowohl die chinesische Sichtweise der Welt, als auch die der Europäer von China nachhaltig.
Um 1602 vollendete er unter Zuhilfenahme der Weltkarte des Abraham Ortelius und eigener Nachforschungen die erste vollständige Ausgabe seiner Weltkarte, die in China als Kunyu Wanguo Quantu („Karte der unzähligen Länder der Welt“, lat. Magna Mappa Cosmographica oder auch Große Weltkarte der zehntausend Länder) bekannt wurde. Sie besteht aus 6 – auf Reispapier aufgetragenen – Holzschnittdrucken und ist bis zu 4 m lang und 2 m hoch. Afrika, Europa, Amerika und China sind in einer angemessenen Größe dargestellt. Ricci setzte – im bewussten Gegensatz zur eurozentrischen, abendländischen Kartographie – das chinesische Reich in die Mitte seiner Karte, um dem Kaiser die Größe seines Reiches, aber auch seine Lage im Verhältnis zur übrigen Welt klarer vor Augen führen zu können. Diese – „sinozentrische“ – Darstellung wird auf den chinesischen Ausgaben der Weltkarten noch heute angewendet.
Riccis Karte ist zusätzlich mit Erklärungen in chinesischen Schriftzeichen sowie geographischen und völkerkundlichen Beschreibungen versehen, die über die in Europa im 16. Jahrhundert bekannte Welt und auch über die katholische Religion Auskunft geben. So wird im Text neben Italien der Papst als „König der Zivilisation“ bezeichnet, außerdem ist hier weiter zu lesen, dass Europa aus über 30 Königreichen bestehe, die dem Papst allesamt die Treue geschworen hätten, wohlweislich ohne dass dabei die damals dort stattfindenden, verheerenden Religionskriege erwähnt werden.
Im rechten Teil der Karte ist Amerika abgebildet, das den Chinesen zur damaligen Zeit noch völlig unbekannt war. Florida wird beispielsweise auf Riccis Karte als „Land der Blumen“ bezeichnet. In den Ecken der Karte sind wissenschaftliche Abbildungen mit kartographischen und astronomischen Erklärungen angebracht, wie u. a. Hinweise zum Äquator und die Tropen betreffend, Längen- und Breitengrade, sowie Polarprojektionen. Die Erde ist im Zentrum des Universums abgebildet, entsprechend dem ptolemäischen Weltbild eines kugelförmigen Himmelsgewölbes, das für die katholische Kirche die vorherrschende Lehrmeinung war. Für die zeitgenössischen chinesischen Astronomen war sie noch eine quadratische Scheibe.

## Missionstätigkeit
Da Ricci fließend Chinesisch sprach, gelang es ihm in Peking, einige hohe Beamte der staatlichen und militärischen Verwaltung zum Christentum zu bekehren. So nannte sich z. B. ein Minister namens Xu Guangqi 徐光启 fortan Paul Su. Seine Konvertiten unterstützten ihn besonders bei seiner kartographischen und übersetzerischen Arbeit, vor allem durch ihre Beiträge aus der Mathematik und der euklidischen Geometrie. Matteo Ricci bekehrte persönlich zwar nur wenige Menschen zum christlichen Glauben; doch das Ergebnis seiner Arbeit ist beeindruckend: 1584 gab es in China drei Christen, bei Riccis Tod zählte sein Orden in Peking vier Missionsstationen und eine Gemeinde mit etwa 2500 Mitgliedern.

## Seligsprechungsverfahren
Im für Matteo Ricci eingeleiteten Seligsprechungsverfahren erkannte ihm Papst Franziskus am 17. Dezember 2022 den heroischen Tugendgrad als Vorstufe zur Seligsprechung zu.

## Bewertung
Matteo Ricci war, bevor es diesen Begriff überhaupt gab, ein kultureller Vermittler zwischen zwei gegensätzlichen Kulturen. Er überzeugte die Chinesen durch seine hervorragenden Kenntnisse in der Wissenschaft und durch seine Arbeitsmethoden mehr als durch Predigten über die christliche Religion, die er ursprünglich hier verbreiten sollte. Auf einem großen Wandgemälde in dem im Jahr 2000 eingeweihten Millenniumsdenkmal in Peking ist – neben Marco Polo – auch Matteo Ricci abgebildet. Damit dankt ihm das heutige China für seinen Beitrag zur friedlichen Annäherung zweier Welten, die zueinander bis dahin kaum Berührungspunkte gehabt hatten. Demgegenüber wird in der neueren Forschung darauf verwiesen, dass Riccis „Inkulturationsmethode“ ihrerseits nicht frei von kolonialistisch-rassistischen Absichten war.
Der Mondkrater Riccius ist nach ihm und dem Astronomen Augustine Ricci benannt.

## Werke (Auswahl)
Ältere Ausgaben
- Die westliche ars memorativa  (Xiguo Jifa). 1596.
- Sichere Kenntnis von Gott (Tianzhu Shiyi). 1603.
- Die fünfundzwanzig Worte. 1605.
- Die ersten sechs Bücher von Euklid. 1607.
- Die zehn Paradoxa. 1608.

Neuere Ausgaben
- Opere storiche. F. Giorgetti, Macerata 1911/13 (2 Bände).
- China in the sixteenth century. The journals of Matthew Ricci [= De Christiana expeditione apud Sinas suscepta ab Societate Jesu]. Random House, New York 1953.
- Douglas Lancashire (Hrsg.): The true meaning of the Lord of heaven = T'ien-chu shih-i. Institute of Jesuit Sources, St. Louis 1985, ISBN 0-912422-77-7.
- Das vergessene Gedächtnis. Die jesuitische mnemotechnische Abhandlung „Xiguo jifa“. Steiner Verlag, Stuttgart 1986, ISBN 3-515-04564-3.
- Traité de l’amitié. Éditions Noé, Ermenoville 2006, ISBN 2-916312-00-5.
- Descrizione della Cina. Quodlibet, Macerata 2011, ISBN 978-88-7462-327-3.